# 恩斯特-安东·冯·克罗西克
恩斯特-安东·弗里茨·康斯坦丁·冯·克罗西克（Ernst-Anton Fritz Konstantin von Krosigk，1898年3月5日 - 1945年3月16日）是第二次世界大战期间的一位納粹德國德国国防军将领，曾指挥第16集团军並获颁騎士鐵十字勳章。他最后在库尔兰口袋内遭苏军空袭身亡。